# Das Netz (1947)
Das Netz (Originaltitel: The Web) ist ein US-amerikanischer Kriminalfilm aus dem Jahr 1947 von Michael Gordon mit Ella Raines und Edmond O’Brien in den Hauptrollen. Der Film noir wurde von Universal-International Pictures produziert und basiert auf einer Erzählung von Harry Kurnitz.

## Handlung
Nach seiner fünfjährigen Haft wegen Geldfälscherei wird Leopold Kroner am Bahnhof von seiner Tochter Martha abgeholt. Zu Kroners Enttäuschung lässt sich sein ehemaliger Partner Andrew Colby nicht blicken. Colby lässt Kroner jedoch von seinem Helfer Charles Murdock beschatten. Zur gleichen Zeit stattet der junge Anwalt Bob Regan Colby einen Besuch ab. Er fordert, dass Colby seinem Klienten Emilio Canepa, einem Gemüsehändler, Schadenersatz leistet. Regans Entschlossenheit beeindruckt Colby, der den Anwalt zum Abendessen einlädt. Beim Abendessen bietet er Regan an, für ihn als Leibwächter zu arbeiten, da er von Kroner wegen dessen Haft bedroht werde. In zwei Wochen will er nach Paris, für diese Zeit soll Regan 5.000 Dollar erhalten. Nachdem Regan zugesagt hat, bekommt er eine Waffe.
Für einen Waffenschein sucht Regan den Polizeiinspector Damico auf, einen alten Freund seines Vaters. Zurück in Colbys Haus lernt er die Sekretärin Noel Faraday kennen, die in Colbys Haus wohnt. Ein Schuss ertönt, Regan eilt zu Colbys Schlafzimmer, in dem er Kroner vorfindet, der eine Waffe in seinen zitternden Händen hält. Regan schießt und tötet Kroner. Auf der Polizeiwache sagt Colby aus, dass Kroner Morddrohungen ausgestoßen und Regan in Notwehr geschossen habe. Der Bezirksstaatsanwalt lässt daraufhin die Klage fallen. Damico zieht Regan zur Seite und erklärt ihm, dass Kroner Schuldverschreibungen im Wert von einer Million Dollar gestohlen habe, die nie wieder aufgetaucht seien. Er vermutet, dass Kroners Tod mit dem Diebstahl in Zusammenhang steht. In Colbys Haus wird Regan ausbezahlt, der seine Waffe abgibt. Als Regan gegangen ist, bittet Colby Noel, mit Regan auszugehen, um zu erfahren, was Damico mit Regan besprochen hat. Vorsichtig schiebt er die Waffe mit einem Bleistift in eine Schreibtischschublade.
Noel geht mit Regan zum Essen aus, dabei fragt sie nach Regans Gespräch mit Damico. Verärgert wirft er ihr vor, ihn für Colby aufhorchen zu wollen. Verletzt verlangt sie, dass er sie nach Hause bringt. Dort lädt Colby Regan zu einer Partie Poker ein. Um Colby aus der Reserve zu locken, erzählt Regan, dass Damico glaube, Regan sei nur engagiert worden, um Kroner zu töten und dass diese Tat als Notwehr erscheinen solle. Colby warnt ihn, diese Version zu verbreiten. Regan wird zu Hause vor seiner Wohnungstür von Martha erwartet, die eine Pistole in der Hand hält und ihm vorwirft, ihren Vater ermordet zu haben. Regan entwaffnet sie. Martha erklärt, ihr Vater habe Colby nie bedroht. Im Gegenteil habe Colby ihn an dem Tatabend selber eingeladen. Geschockt informiert Regan Damico. Danach recherchiert er Zeitungsartikel über Kroners Geldfälscherei. Er befragt James Nolan, den Reporter, der über den Fall berichtet hat. Nolan hält den vermissten Graveur Victor Bruno für den eigentlichen Fälscher. Um Bruno zu finden, kann Regan Noel zu einer Beschreibung bringen. Bruno ist demnach ein kleiner Mann mit Glatze und dicken Brillengläsern. Er erzählt Colby, dass ein kleiner Mann mit Glatze und Brille das Haus beobachtet und erfährt so, wo Bruno sich ansonsten aufhält. 
Noel sucht Regan auf und beschuldigt nun ihn, sie auszuhorchen. Regan erklärt ihr seine Vermutung, Colby habe die Fälschung geplant und Kroner einen Anteil angeboten, damit der die Schuld auf dich nimmt. Als Kroner aus dem Gefängnis kam, habe er seinen Anteil verlangt, so dass Colby auf den Mordplan mit Regan kam. Murdock, der Noel gefolgt ist, berichtet Colby von dem Treffen, der sich sicher ist, von Noel betrogen zu werden. Regan wendet sich an seinen Klienten Canepa, der Colby mit verstellter Stimme als Bruno anrufen und 10.000 Dollar sowie zwei Flugtickets nach Mexico-Stadt verlangen soll. Colby, der Bruno schon vor Jahren ermordet hat, erkennt den Betrug. Um zu sehen, wer dahintersteckt, willigt er in ein Treffen ein. Colby beauftragt Noel, einen Umschlag mit 10.000 Dollar aus seinem Safe zu holen, zwei Flugtickets zu kaufen und alles Bruno zu übergeben. Als sie weg ist, nimmt er die Pistole, mit der Regan Kroner erschossen hat, aus der Schublade, erschießt Murdock und alarmiert die Polizei mit der Meldung, Regan und Noel hätten seinen Safe geplündert und dabei Murdock ermordet. 
Regan und Noel werden verhaftet und zum Tatort gebracht. Noel wird klar, wie sehr sie sich in Colby getäuscht hat und dass sie Regan Unrecht getan hat. Der Leichenbeschauer erkennt, dass Murdock noch lebt, aber bewusstlos ist. Während alle darauf warten, dass Murdock wieder zu sich kommt, schleicht Colby in dessen Zimmer, um ihn zu töten. Dort erwartet ihn Damico, der erklärt, dass Murdock in der Tat tot und die Meldung seiner Bewusstlosigkeit nur ein Trick zur Entlarvung Colbys sei. Vom Tatverdacht befreit wollen Regan und Noel die Flugtickets nun selber nutzen.

## Hintergrund
Gedreht wurde der Film vom 24. Februar bis Ende März 1947 in New York sowie in den Universal-Studios in Universal City.
Jerry Bresler war das erste Mal als Produzent für Universal tätig. Irving Glassberg trat erstmals als Chefkameramann in Erscheinung.
Bernard Herzbrun und James W. Sullivan oblag die künstlerische Leitung. Russell A. Gausman und William Stevens waren für das Szenenbild zuständig, Bud Westmore für das Maskenbild.

## Synchronisation
Die deutsche Synchronfassung entstand 1982.
| Rolle               | Schauspieler        | Deutscher Synchronsprecher |
| ------------------- | ------------------- | -------------------------- |
| Noel Faraday        | Ella Raines         | Karin Anselm               |
| Bob Regan           | Edmond O’Brien      | Michael Brennicke          |
| Lt. Damico          | William Bendix      | Alexander Kerst            |
| Andrew Colby        | Vincent Price       | Herbert Weicker            |
| Charles Murdock     | John Abbott         | Franz Rudnick              |
| Leopold Kroner      | Fritz Leiber sr.    | Paul Friedrichs            |
| James Nolan         | Howland Chamberlain | Christian Quadflieg        |
| Emilio Canepa       | Tito Vuolo          | Donald Arthur              |
| Bezirksstaatsanwalt | Wilton Graff        | Norbert Gastell            |
| Archivarin          | Robin Raymond       | Manuela Renard             |
| Sekretärin          | Patricia Alphin     | Manuela Renard             |
| Polizeiarzt         | Alex Frazer         | Peter Capell               |
| Kriminalbeamter     | William Haade       | Gernot Duda                |
| Kriminalbeamter     | Joe Kirk            | Norbert Gastell            |
| Elektriker          | Jack Griffith Lee   | Willi Röbke                |
| Polizist            | Lee Phelps          | Gernot Duda                |
| Rezeptionist        | Ted Stanhope        | Norbert Gastell            |
| Mr. Porter          | Pierre Watkin       | Leo Bardischewski          |

Anmerkung: Die kursiv geschriebenen Namen sind Rollen und Darsteller, die nicht im Abspann erwähnt wurden.

## Veröffentlichung
Die Premiere des Films fand am 25. Mai 1947 in Los Angeles statt. In der Bundesrepublik Deutschland wurde er am 15. Januar 1982 im deutschen Fernsehen ausgestrahlt.

## Kritiken
Der Filmkritiken-Aggregator Rotten Tomatoes hat in einer Auswertung von sechs Kritiken eine Zustimmungsrate von 100 Prozent errechnet. Das Publikumsergebnis hat sich bei 53 Prozent positiver Bewertungen eingependelt.
Das Lexikon des internationalen Films schrieb: „Spannender Thriller, der sein Thema geschickt entwickelt. Solide inszeniert und gut fotografiert.“
James Agee beschrieb den Film im Magazin Time als straffes und gescheites Melodram, das eine ordentliche Entschuldigung für akkurates Filmemachen sei, was ihn unterhaltsam mache.
Moira Walsh schrieb im America Magazine, dass eine gute Portion spontanen Humors und einige besonders gut entwickelte Charaktere die nicht sehr glaubwürdige Geschichte mehr als ausgleichen.
In der australischen Ausgabe des Daily Telegraph notierte Josephine O’Neill, dass der langsame und recht geschwätzige Film hauptsächlich durch die Kompetenz von Ella Raines am Leben gehalten werde.